# Arnošt Fridrich I. Sasko-Hildburghausenský
Arnošt Fridrich I. Sasko-Hildburghausenský (21. srpna 1681, Gotha – 9. března 1724, Hildburghausen) byl sasko-hildburghausenským vévodou.

## Život
Arnošt Fridrich se narodil jako nejstarší syn vévody Arnošta Sasko-Hildburghausenského a jeho manželky Žofie Henriety Waldecké.
V mládí sloužil v císařské armádě v Nizozemsku, během války o španělské dědictví byl zraněn v Höchstädtu; po smrti svého otce v roce 1715 opustil armádu a nastoupil vládu v sasko-hildburghausenském vévodství.
Chtěl, jako mnoho německých knížat, napodobit ve svém vlastním vévodství nádheru dvora francouzského krále Ludvíka XIV.; tato snaha jej však finančně zruinovala.
Neustále potřeboval peníze, a tak vybíral daně a prodával města. Mezi nimi bylo hrabství Culemborg, věno jeho manželky. Hrabství prodal v roce 1720 generálním stavům, ne na splácení dluhů, ale na vybudování jeho palácové zahrady spojené kanálem. Hrabství bylo v roce 1723 nakonec prodáno sasko-meiningenskému vévodovi. Ale prodej manželčina věna bez jejího souhlasu byl nezákonný, což vedlo k válce se Sasko-Meiningenem. Hrabství bylo obsazeno vojáky obou vévodství a na konci války bylo celé zpustošené a zničené.
Jeho nesnesitelné daňové poplatky v roce 1717 ve vévodství vyvolaly otevřenou vzpouru.

## Manželství a potomci
4. února 1704 se třiadvacetiletý Arnošt Fridrich v Erbachu oženil s o dva roky mladší Žofií Albertinou z Erbachu. Měli spolu čtrnáct dětí:
- Arnošt Ludvík Hollandinus (24. listopadu 1704 – 26. listopadu 1704)
- Žofie Amálie Alžběta (5. října 1705 – 28. února 1708)
- Arnošt Ludvík (6. února 1707 – 17. dubna 1707)
- Arnošt Fridrich II. (17. prosince 1707 – 13. srpna 1745) ⚭ 1726 hraběnka Karolína Erbašsko-Fürstenauská (29. září 1700 – 7. května 1758)
- Fridrich August (8. května 1709 – 4. března 1710)
- Ludvík Fridrich (11. září 1710 – 10. června 1759) ⚭ 1749 Kristína Luisa Šlesvicko-Holštýnsko-Sonderbursko-Plönská (1713–1778)
- dcera (2. srpna 1711)
- dcera (24. srpna 1712)
- Alžběta Albertina (4. srpna 1713 – 29. června 1761) ⚭ 1735 Karel Ludvík Fridrich Meklenbursko-Střelický (23. února 1708 – 5. června 1752)
- Emanuel Fridrich Karel (26. března 1715 – 29. června 1718)
- Alžběta Žofie (13. září 1717 — 14. října 1717)
- dcera (17. března 1719)
- Jiří Fridrich Vilém (15. července 1720 – 10. dubna 1721)
- syn (15. prosince 1721)